# Grande Loge du Québec
Este artigo, visa a apresentar a história de obediência mais antigas e maiores em Quebec: A Grande Loja do Quebec.

## História
A formação do Canadá Superior (Ontário), da Grande Loja do Canadá, em 10 de Outubro de 1855, foi colocado sob a sua autoridade todos as Lojas, na província do Quebec e do Canadá Inferior.

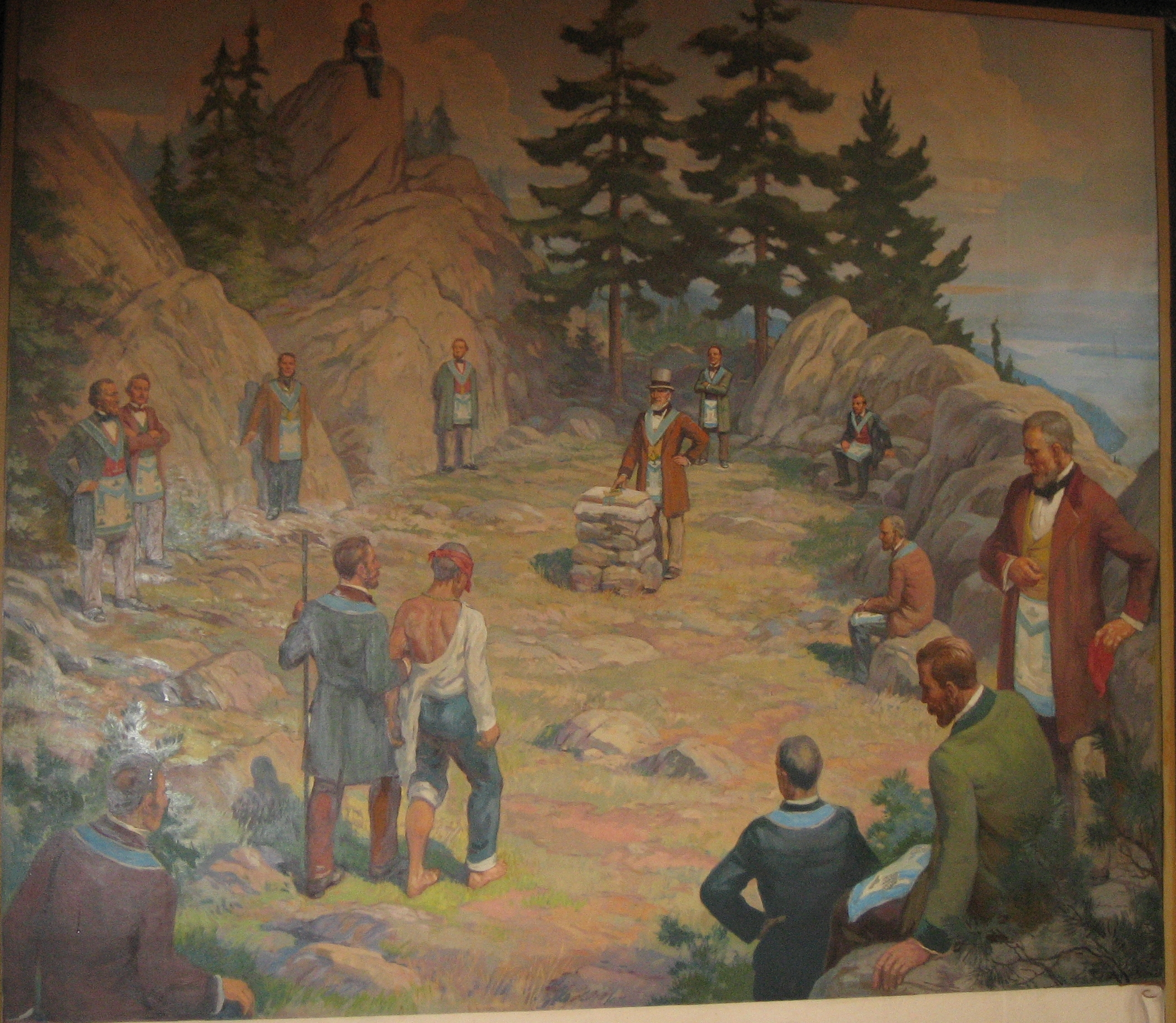
Por mais de 150 anos, a Golden Rule Lodge (Grande Loja do Quebec) é um lugar no solstício de verão no cume do Owl's Head (Rito de York).

Mas, em 24 de Setembro de 1869, e dirigido por John Graham Hamilton, as lojas maçônicas de Montreal e outras de Quebec, reivindicaram a soberania de Québec. A Grande Loja do Canadá (Ontário), mesmo se ela tivesse dado a Nova Escócia e Nova Brunswick, tinham indeferido o pedido. A Grande Loja Unida da Inglaterra fez o mesmo.
Os maçons do Quebec, no entanto, receberam o apoio da maior das Grandes Lojas nos Estados Unidos. Na sua "assembleia", de 8 de julho e 9, de 1874, a Grande Loja do Canadá finalmente reconheceu a soberania da Grande Loja de Quebec. Mas este último não tivesse esperado para formalizar esta etapa.
Assim, as novas denominações foram fundadas desde 20 de Outubro de 1869, constou de 28 Lojas e teve como Grão-Mestre, John Graham Hamilton, que havia sido instalado pelos Grãos-Mestres do Maine e Vermont. Em Montreal, o maçons estavam cuidando de várias instituições de caridade.
Em 1897 a Grande Loja do Quebec, teria sido uma tentativa de aquisição pelo Grande Oriente de França.
Em 1899, a Grande Loja do Quebec já contava com 57 Lojas, agrupados com 3.825 maçons. Naquela época, uma única Loja, no Corações Unidos de Montreal, trabalhando em francês.

## As Lojas
Atualmente, esta obediência contêm uma centena de Lojas, incluindo, o mais antigo no Canadá. Uma dúzia de Lojas trabalhando apenas em francês, outras se tornaram bilíngues, mas a maioria trabalha em Inglês. A proporção de membros francófonos aumenta constantemente. Desde de 2008, cerca de 30% dos membros da Grande Loja do Quebec são francófonos.

## Os Ritos
Os rituais realizados da Grande Loja de Québec são:
- Emulação, em Francês e Inglês para a grande maioria das Lojas;
- York, para qualquer Loja anglófono em Estrie;
- Um ritual chamado "escocesa", mas sem relação com o Rito Escocês Antigo e Aceito ou Rito Escocês Retificado, praticado por duas Lojas anglófonas.
- A Loja dos Corações Unidos usam um ritual particular (que vão desde o ritual de Emulação e ao rito francês).
- Uma oficina para a prática e exemplificação (oficina Condorcet) no Rito Escocês Antigo e Aceito em francês foi criado com o objetivo de criar uma loja que trabalhem apenas para este rito.

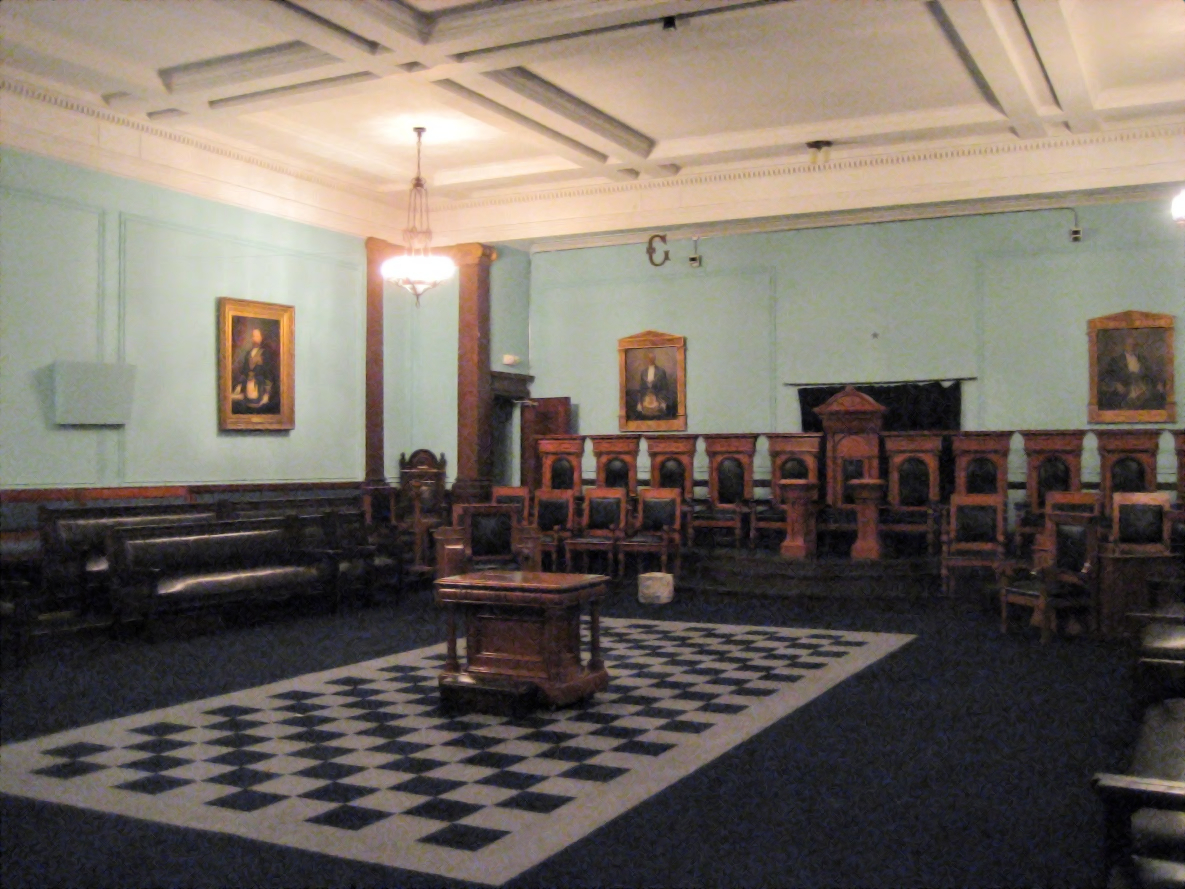
A Loja dos Corações Unidos da Grande Loja do Quebec, é uma das mais antigas lojas francófonas do Quebec (1870).

## Destaques
Em 20 de Dezembro de 2006, o Cardinal Turcotte, partilha a sua opinião pessoal sobre o assunto de um governo mundial, na rádio.

## Anexos